# 무장친위대 핀란드 의용대대
무장친위대 핀란드 의용대대(독일어: Finnisches Freiwilligen-Bataillon der Waffen-SS)는 독일 무장친위대의 차량화보병 대대 중 하나였다. 제2차 세계대전 의 독러전쟁에서 핀인 의용병들로 편성되었다. 대부분의 대대 지속 기간 동안 제5SS기갑사단 비킹 SS연대 노르트란트에 소속되었다. 1942년 중반 코카서스 전투, 1943년 초 제3차 하리코프 공방전에 종군했다. 1943년 중반에 의용병들의 2년 복무 기한이 만료되었는데 핀란드 정부 측에서 의용병을 더 모집하고 싶어하지 않아하여 해산되었다.
핀란드 의용대대 모집위원회 위원장은 수학자 롤프 네바늘린나였다. 총 대대원 1400여명 중 작전 중 사망 자는 255명, 부상자는 686명, 작전 중 실종 자는 14명이다.